# 오세올라 매직
오세올라 매직(영어: Osceola Magic)는 미국 플로리다주 키시미를 연고지로 하는 NBA G 리그 동부 콘퍼런스 소속 프로 농구 팀이다.

## 역대 NBA 제휴팀
| 레이클랜드 매직/오세올라 매직 |             |
| 올랜도 매직                   | 2014년~현재 |

## 역대 홈경기장

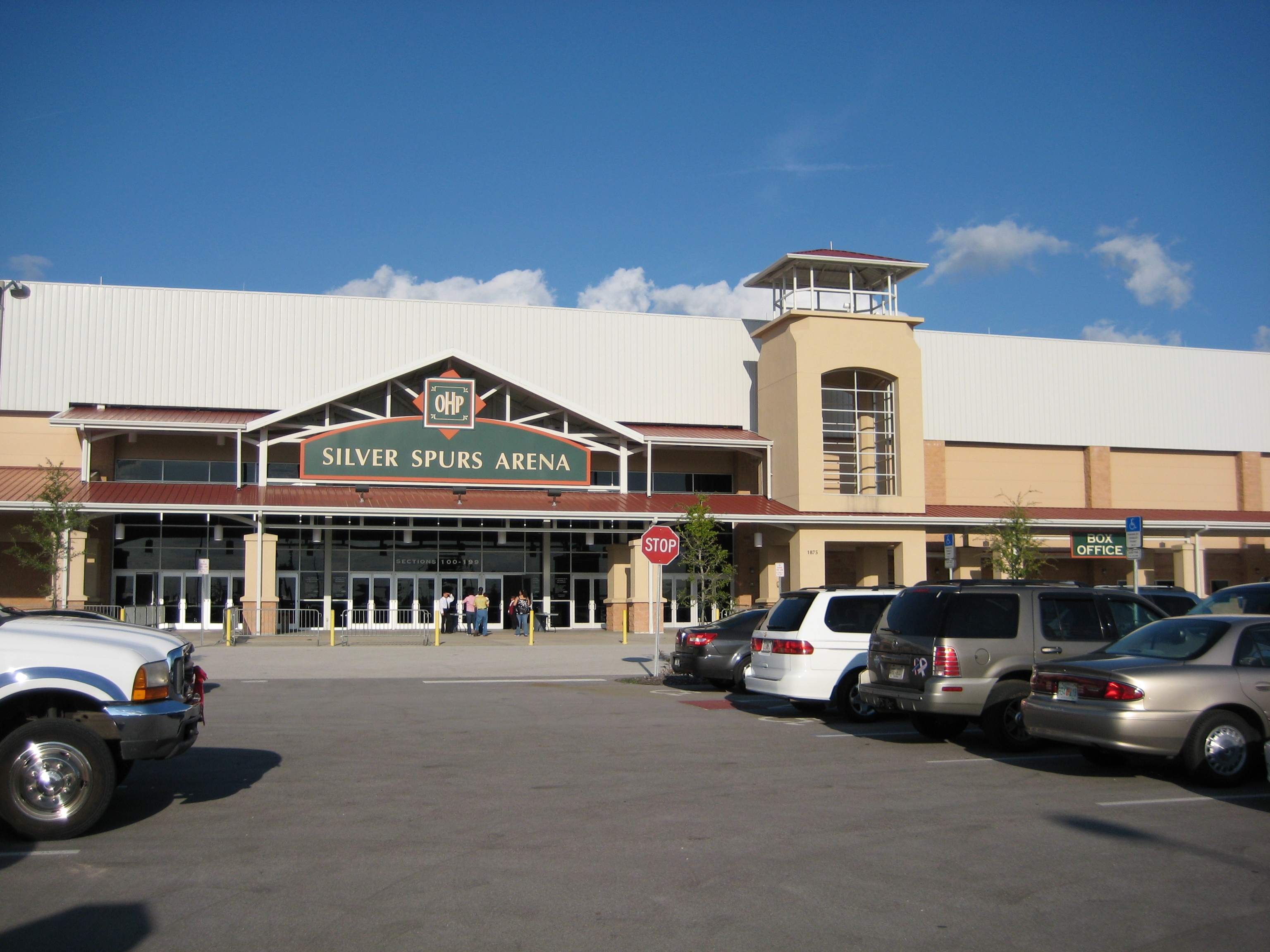
오세올라 매직의 홈경기장인 실버 스퍼스 아레나

| 경기장                        | 사용기간      | 장소                  | 수용인원 | 비고 |
| ----------------------------- | ------------- | --------------------- | -------- | ---- |
| 레이클랜드 매직/오세올라 매직 |               |                       |          |      |
| RP 펀딩 센터                  | 2017년~2023년 | 플로리다주 레이클랜드 | 8,178명  | 빈칸 |
| 실버 스퍼스 아레나            | 2023년~현재   | 플로리다주 키시미     | 8,000명  | 빈칸 |

## 참조
1. ↑  시즌의 뒷 해로 표기. 2006-07 시즌의 경우 2007로 표기.

## 같이 보기
- 올랜도 미러클